# آشکالی و قبطی
آشکالی‌ها (همچنین با عناوین Aškalije , Haškalije و Hashkali) و قبطی‌های بالکان یا مصریان بالکان (Jevgs و Egjiptjant یا Gjupci) دو گروه قومی آلبانیایی زبان عمدتاً ساکن کوزوو هستند. آن‌ها گاهی کولی‌های آلبانیایی‌شده در نظر گرفته می‌شوند؛ ولی خودشان این مسئله را نمی‌پذیرند. قبل از جنگ کوزوو در سال ۱۹۹۹ آشکالی‌ها خود را با عنوان آلبانیایی ثبت می‌کردند. در حال حاضر ولی با دو هویت مجزا شناسایی می‌شوند.
در طول جنگ کوزوو آن‌ها آواره شدند و به عنوان پناهنده در آلبانی، صربستان و جمهوری مقدونیه و کل اروپای غربی مانند آلمان و فرانسه پراکنده گشتند. هویت «آشکالی» در این دوره ایجاد شد و در سال ۱۹۹۹ به ثبت رسمی رسید.